# Teucrium divaricatum
Espèce
Teucrium divaricatum est une espèce de plantes à fleurs de la famille des Lamiaceae originaire de l'est de la Méditerranée.

## Description
- Sous arbrisseau très ramifié
- Tiges couvertes de poils doux
- Fleurs pourpres à calice tubulaire velu, et à grandes étamines. le lobe médian de la lèvre inférieure est recourbé vers le bas.

## Répartition
Grèce, Turquie, Liban, Chypre, Libye.

## Habitat
- Endroits rocheux, talus.